# Bagridae
Bagridae este o familie de somn care provine din Africa și Asia, din Japonia până la Borneo. Acești pești sunt cunoscuți de obicei sub numele somn gol. Cei mari sunt importanți ca pește alimentar. Unele specii sunt păstrate ca pește de acvariu.